# Costică Dafinoiu
Costică Dafinoiu (* 6. Februar 1954 in Viziru, Kreis Brăila; † 8. Juni 2022) war ein rumänischer Boxer.

## Karriere
Costică Dafinoiu begann im Alter von 15 Jahren mit dem Boxsport und trainierte unter Gheorghe Lică und Ion Turcu in der Boxabteilung von CS Progresul Brăila. Während seiner Zeit in der Nationalmannschaft wurde er auch von Teodor Niculescu und Constantin Ciucă betreut.
Er wurde 1973 Rumänischer Juniorenmeister im Halbschwergewicht, gewann die Goldmedaille bei den Junioren-Europameisterschaften 1974 in Kiew und die Goldmedaille beim Golden Belt Tournament 1974 in Bukarest, wobei er im Finale Gilberto Carrillo besiegte. Bei den Weltmeisterschaften 1974 in Havanna schied er im Achtelfinale gegen Mate Parlov aus.
1975 wurde er Rumänischer Meister im Halbschwergewicht und startete bei den Olympischen Spielen 1976 in Montreal. Sein Gegner im Achtelfinale, Robert Nixon aus Guyana, trat nicht an. Danach setzte sich Dafinoiu gegen Robert Burgess aus Bermuda einstimmig nach Punkten durch, ehe er im Halbfinale gegen Sixto Soria unterlag und mit einer Bronzemedaille ausschied.

## Sonstiges
1981 beendete er seine Karriere und wurde Boxtrainer im CSM Brăila. Er heiratete 1974 und hat einen 1979 geborenen Sohn und eine 1985 geborene Tochter.
2014 wurde er zum Ehrenbürger von Viziru und 2019 zum Ehrenbürger von Brăila ernannt.